# Rote Siedlung Faßberg
Die Rote Siedlung ist ein Wohngebiet in der niedersächsischen Gemeinde Faßberg. Sie erstreckt sich über mehrere Straßen westlich und östlich der Faßberger Magistrale.

## Beschreibung
Als 1933 mit dem Bau eines Fliegerhorst inmitten der bis dahin unberührten Schmarbecker Heide begonnen wurde, war es notwendig, Wohnraum für das Personal zu schaffen, das künftig dort tätig sein sollte. Für die Bauplanung war zunächst der vom Reichsluftfahrtministerium bestellte 36-jährige Architekt Georg Sagebiel verantwortlich, dem auch die Bauleitung für den eigentlichen Fliegerhorst oblag. Für die Errichtung der Roten Siedlung wurde er auf Veranlassung der ausführenden Berliner Baufirma Wohnbau GmbH noch 1933 durch den Architekten Wilhelm Kröger ersetzt. Der erste Spatenstich wurde am 15. Juni 1934 1,6 km östlich vom Nachbarort Schmarbeck auf dem Gelände des heutigen Jägerweges vollzogen. Bereits am 1. Oktober 1934 waren die ersten 69 Häuser fertiggestellt. Anschließend wurde festgestellt, dass die Ausweitung des Baugebietes wegen des nassen Untergrundes nicht möglich war. Daher erwarb man 1935 500 Meter weiter westlich ein weiteres 20 Hektar großes Gelände. Im November 1936 war die Bebauung der Roten Siedlung im Wesentlichen abgeschlossen, sie umfasste nun 80 Doppelhäuser und 15 Einfamilienhäuser. Neben dem östlich gelegenen Jägerweg wird der westliche Siedlungsbereich im Norden durch den Heideweg, im Süden durch die Gartenstraße und östlich sowie westlich von der Promenade und der Hasenheide begrenzt.
Die Rote Siedlung war für die auf dem Fliegerhorst tätigen Offiziere und höheren Beamten errichtet worden. Die Häuser wiesen einen weitaus höheren Standard aus als in den gleichzeitig entstandenen Siedlungen für die Arbeiter (Weiße S.) und die untere Beamte und Unteroffiziere (Graue S.). Die im roten Backstein erbauten Gebäude der Roten Siedlung verfügen über ein großes Bad und eine separate Toilette, haben eine Zentralheizung und sind voll unterkellert. Mehrere Häuser sind mit Balkons oder Terrassen versehen. In den 1990er Jahren wurde die Rote Siedlung in die Liste der Baudenkmale in Faßberg aufgenommen.